# Jiangjiayan (köpinghuvudort i Kina, Hubei Sheng, lat 32,33, long 109,58)
Jiangjiayan (kinesiska: 蒋家堰) är en köpinghuvudort i Kina. Den ligger i provinsen Hubei, i den centrala delen av landet, omkring 490 kilometer nordväst om provinshuvudstaden Wuhan. Antalet invånare är 32 879. Befolkningen består av 15 419 kvinnor och 17 460 män. Barn under 15 år utgör 19,0 %, vuxna 15-64 år 72 %, och äldre över 65 år 7,0 %.
Runt Jiangjiayan är det ganska tätbefolkat, med 96 invånare per kvadratkilometer. Jiangjiayan är det största samhället i trakten. I omgivningarna runt Jiangjiayan växer i huvudsak blandskog.
Genomsnittlig årsnederbörd är 1 072 millimeter. Den regnigaste månaden är september, med i genomsnitt 177 mm nederbörd, och den torraste är december, med 5 mm nederbörd.